# Fernando Riera Bauzá
Fernando Riera Bauzá (Santiago de Xile, 27 de juny de 1920 - Santiago de Xile, 23 de setembre de 2010) fou un futbolista xilè, de pares mallorquins, dels anys 1940 i posteriorment entrenador de futbol.
Considerat el patriarca del futbol xilè, començà la seva carrera de jugador a la Unión Española, i va passar més tard a la Universidad Católica i Stade Reims, com a principals clubs. Amb la selecció xilena disputà la Copa Amèrica de futbol de 1942, 1947 i 1949. També disputà el Mundial de 1950 al Brasil.
Un cop retirat començà la seva etapa d'entrenador. Fou el seleccionador de Xile al Mundial de 1962, celebrat precisament al seu país, i on aconseguí una brillant tercera posició. La temporada 1962-63 liderà el SL Benfica a guanyar el campionat portuguès. Dirigí l'equip a la final de la Copa d'Europa de 1963, que el Benfica va perdre contra l'AC Milan per 2 a 1 a l'estadi de Wembley a Londres, una derrota que va trencar una ratxa consecutiva de dues victòries portugueses a la Copa d'Europa, i que representà també la primera victòria italiana en la competició.
Retornà al club portuguès el 1966 i guanyà un nou campionat el 1966-67. La temporada 1969-1970 fou l'entrenador del RCD Espanyol.
L'any 1963 fou escollit entrenador d'un XI de la FIFA. Fou el primer XI de la FIFA de la història.
Fernando Riera fou un dels grans artífexs de la identitat del futbol xilè i deixà un fort llegat en altres entrenadors com Arturo Salah i Manuel Pellegrini.